# Індепенденс (Айова)
Індепенденс (англ. Independence) — місто (англ. city) в США, в окрузі Б'юкенан штату Айова. Населення — 6064 особи (2020).

## Географія
Індепенденс розташований за координатами 42°27′44″ пн. ш. 91°54′11″ зх. д. / 42.46222° пн. ш. 91.90306° зх. д. (42.462193, -91.903152).  За даними Бюро перепису населення США в 2010 році місто мало площу 16,09 км², з яких 15,73 км² — суходіл та 0,36 км² — водойми.

## Демографія
Згідно з переписом 2010 року, у місті мешкало 5966 осіб у 2521 домогосподарстві у складі 1566 родин. Густота населення становила 371 особа/км².  Було 2745 помешкань (171/км²).
Расовий склад населення:
| - 97,6 % — білих - 0,7 % — азіатів - 0,3 % — чорних або афроамериканців - 0,1 % — корінних американців |

До двох чи більше рас належало 1,1 %. Частка іспаномовних становила 1,2 % від усіх жителів.
За віковим діапазоном населення розподілялося таким чином: 23,9 % — особи молодші 18 років, 56,4 % — особи у віці 18—64 років, 19,7 % — особи у віці 65 років та старші. Медіана віку мешканця становила 41,0 року. На 100 осіб жіночої статі у місті припадало 88,0 чоловіків;  на 100 жінок у віці від 18 років та старших — 84,2 чоловіків також старших 18 років.
Середній дохід на одне домашнє господарство  становив 63 966 доларів США (медіана — 50 036), а середній дохід на одну сім'ю — 84 664 долари (медіана — 67 656). Медіана доходів становила 46 372 долари для чоловіків та 31 852 долари для жінок. За межею бідності перебувало 10,6 % осіб, у тому числі 16,6 % дітей у віці до 18 років та 7,8 % осіб у віці 65 років та старших.
Цивільне працевлаштоване населення становило 2986 осіб. Основні галузі зайнятості: освіта, охорона здоров'я та соціальна допомога — 25,0 %, виробництво — 17,7 %, мистецтво, розваги та відпочинок — 11,9 %, роздрібна торгівля — 11,1 %.